# ريكو هيل
ريكو هيل (بالإنجليزية: Rico Hill)‏ مواليد 14 فبراير 1977 في أوسيانسيدي، هو لاعب كرة سلة أمريكي. بدأ مسيرته الاحترافية في سنة 1998. تم اختياره من قبل فريق لوس أنجلوس كليبرز خلال الدرافت. يبلغ طوله 6 قدم 7 بوصة (2.0 م).

## المسيرة الاحترافية
لعب مع بالونكيستو فوينلابرادا في الدوري الإسباني في موسم 1998–1999، ثم لعب مع سي بي إستوديانتس في موسم 2000–2001، ثم لعب مع لو مان سارت باسكت في الدوري الفرنسي في موسم 2002–2003، ثم لعب مع سان ميغيل بيرمن في سنة 2004.

## روابط خارجية
- ريكو هيل على موقع سبورتس رفرنس (الإنجليزية)
- ريكو هيل على موقع الدوري الإسباني لكرة السلة (الإسبانية)
- ريكو هيل على موقع كرة السلة الأوروبية.كوم (الإنجليزية)
- ريكو هيل على موقع كلية كرة السلة في سبورتس رفرنس.كوم (الإنجليزية)
- ريكو هيل على موقع ريلجم (الإنجليزية)
- ريكو هيل على موقع بروبوليرز (الإنجليزية)
- ريكو هيل على موقع سبورتس رفرنس (الإنجليزية)
- ريكو هيل على موقع سبورتس رفرنس (الإنجليزية)